# Lai Choi San
Lai Choi San (Montagne de Richesse) est une pirate chinoise du xxe siècle.

## Eléments biographiques
La seule preuve de l'existence de Lai Choi San est le livre J'ai navigué avec les pirates d'Aleko Lilius, publié en 1931. Elle passe pour la plus puissante et célèbre des femmes pirates de l'histoire de la Chine, peut-être seulement concurrencée par Cheng I Sao au siècle précédent. Elle commande une flotte d'une douzaine de jonques dans le secteur de Macao et en mer de Chine méridionale durant l'entre-deux-guerres. Bien que sa flotte fût basée en mer de Chine méridionale, elle naviguait en mer de Chine orientale et parfois en mer de Sulu près de Palawan.
Lai Choi San est l'un des nombreux pirates que Lilius prétendait avoir côtoyés à la fin des années 1920. Lilius décrit sa flotte comme « douze bateaux à canons lisses, à l'aspect médiéval, et deux plutôt modernes. Sur les bords des jonques, des rangées de lourdes plaques de fer étaient fixées. » Ses hommes d'équipage sont présentés comme des ladrones par les Portugais et, selon Lilius, ils étaient « des camarades redoutables, des hommes musclés et torse nu qui avaient des chapeaux à bords larges et un foulard rouge attaché autour du cou et de la tête ». Lai Choi San est présentée comme une sorte de Robin des Bois au féminin, cependant elle et son équipage sont souvent payés par les marchands locaux pour assurer leur protection, et sont peu inquiétés par les autorités portugaises et chinoises dès lors qu'elle hérite de la flotte à la mort de son père.

## Dans la fiction
Lai Choi San a servi de modèle pour la « Femme dragon », l'une des grandes méchantes apparaissant dans les séries Terry et les Pirates (bandes-dessinées, séries radiophonique et télévisée). Le créateur de ces séries, Milton Caniff, a plus tard affirmé s'être inspiré d'elle en lisant une histoire qui lui était consacrée. Le personnage aurait fortement influencé le personnage type habituellement décrit comme une méchante belle et froide par la culture populaire ultérieure,,.